# Troy Bruins
Troy Bruins byl profesionální americký klub ledního hokeje, který sídlil v Troy ve státě Ohio. V letech 1951–1959 působil v profesionální soutěži International Hockey League. Bruins ve své poslední sezóně v IHL skončily ve čtvrtfinále play-off. Své domácí zápasy odehrával v hale Hobart Arena s kapacitou 3 782 diváků. Klubové barvy byly černá, zlatá a bílá.

## Přehled ligové účasti
Zdroj: 
- 1951–1959: International Hockey League